# 모토카사데라역
모토카사데라역(일본어: 本笠寺駅)은 일본 아이치현 나고야시 미나미구에 위치한 나고야 철도 나고야 본선의 철도역이다. 역 번호는 NH 29이며, 섬식 승강장 2면 4선의 구조를 갖춘 지상역이다.

## 타는 곳
| 1 | ■ 나고야 본선 | 하행 | 나고야 · 기후 · 쓰시마 · 이누야마 방면                    | 대피선 |
| 2 | ■ 나고야 본선 | 상행 | 나고야 · 기후 · 쓰시마 · 이누야마 방면                    | 본선   |
| 3 | ■ 나고야 본선 | 상행 | 나루미 · 히가시오카자키 · 도요하시 방면                   | 본선   |
| 4 | ■ 나고야 본선 | 하행 | 도요아케 · 지류 · 히가시오카자키 · 도요하시 · 니시오 방면 | 대피선 |

## 이용 현황
| 연도 | 1일 평균 승차 인원 |
| ---- | ------------------ |
| 2000 | 2,472              |
| 2001 | 2,341              |
| 2002 | 2,298              |
| 2003 | 2,236              |
| 2004 | 2,205              |
| 2005 | 2,153              |
| 2006 | 2,186              |
| 2007 | 2,197              |
| 2008 | 2,206              |
| 2009 | 2,142              |
| 2010 | 2,193              |
| 2011 | 2,206              |
| 2012 | 2,253              |
| 2013 | 2,279              |
| 2014 | 2,232              |
| 2015 | 2,298              |

## 역 주변
- 가사데라 공원
- 나고야 시 미나미 구청
- JR 도카이 도카이도 본선 가사데라역
- 메이테쓰 산업
- 가사데라 병원
- 나고야 시 종합 체육관

## 인접 역
| 나고야 철도 나고야 본선          | 나고야 철도 나고야 본선 | 나고야 철도 나고야 본선        |
| -------------------------------- | ----------------------- | ------------------------------ |
| NH 27 나루미 도요하시 방면       | ■ 준특급                | 호리타 NH 32 메이테쓰기후 방면 |
| NH 28 모토호시자키 도요하시 방면 | ■ 보통                  | 사쿠라 NH 30 메이테쓰기후 방면 |